# Familia rodante
Familia rodante é um filme de drama e comédia de 2004, escrito e dirigido por Pablo Trapero, e produzido por vários países, incluindo a Argentina. Os produtores executivos do filme foram Hugo Castro Fau e Martina Gusman, e foi produzido por Pablo Trapero, Robert Bevan e Donald Ranvaud.
O road movie apresenta uma grande família da Argentina que faz uma viagem de mais de 1000 quilômetros pelo norte do país em um trailer velho para participar de uma festa de casamento. A família participa de muitas aventuras ao longo do caminho até chegar em Misiones.

## Elenco
- Graciana Chironi ... Emilia
- Nicolás López ... Matias
- Liliana Capurro ... Marta
- Ruth Dobel ... Claudia
- Marianela Pedano ... Yanina
- Bernardo Forteza ... Oscar
- Elías Viñoles ... Gustavo
- Carlos Resta ... Ernesto
- Laura Glave ... Paola